# زی منگیو
زی منگیو (به چینی: Anna Lukasiak،  زادهٔ ۲۵ فوریهٔ ۱۹۹۴) یک کشتی‌گیر آزادکار اهل کشور چین است.
از افتخارات وی می‌توان به کسب مدال برنز قهرمانی کشتی جهان ۲۰۲۲ اشاره کرد.